# Lophoceros alboterminatus
Lophoceros alboterminatus (също Tockus alboterminatus) е вид птица от семейство Носорогови птици (Bucerotidae). Видът е незастрашен от изчезване.

## Разпространение
Разпространен е в Ангола, Бурунди, Демократична република Конго, Етиопия, Кения, Малави, Мозамбик, Намибия, Руанда, Сомалия, Южна Африка, Южен Судан, Свазиленд, Танзания, Уганда, Замбия и Зимбабве.